# Corredor de Lachin

Localização do corredor de Lachin

O corredor de Lachin (em armênio/arménio:  Լաչինի միջանցք, transl. Lachini mijantsk, em azeri:  Laçın koridoru, em russo:  Лачи́нский коридо́р, transl. Lachinskiy koridor) ou de Berdzor é um passo de montanha do Azerbaijão. É o caminho mais curto entre a Armênia e Alto Carabaque, mas também uma ligação entre o Azerbaijão e a Naquichevão, que lhe dá uma dupla importância estratégica.
Está localizado no rayon de Lachin no Azerbaijão.

## História
O corredor forma a rota mais curta entre a Arménia e o Alto Carabaque, e foi aberto em 1992 durante a Guerra do Alto Carabaque, ficando sob o controle do Exército de Defesa de Artsaque.
Em uma declaração perante a Assembleia Geral das Nações Unidas em 18 de setembro, 2005, o Ministro das Relações Exteriores do Azerbaijão, Elmar Mammadyarov, disse que sugeriu renomear o passe "Caminho da Paz", para garantir a comunicação dos armênios que vivem na região de Naquichevão com a Armênia e dos azerbaijanos que vivem na região de Naquichevão com o resto da Azerbaijão, "desde que a segurança desta estrada seja garantida por forças multinacionais de manutenção da paz na fase inicial".
Após o acordo que encerrou o conflito armado no Alto Carabaque que se desenvolveu entre o Azerbaijão e a Armênia em 2020 , o Lachín corredor será responsável por forças de paz da Federação Russa por um período de cinco anos.
O território do corredor hoje abrange as aldeias de Zabuque, Sus e a cidade de Lachin. Em 26 de agosto, 2022, esses assentamentos foram devolvidos ao controle de Azerbaijão.